# Elecciones generales de Italia de 1958
Las elecciones generales se celebraron en Italia el domingo 25 de mayo de 1958, para elegir al Tercer Parlamento Republicano. La cantidad de diputados que se eligieron se calculó sobre el tamaño de la población por última vez.

## Sistema electoral
Se hicieron cambios menores a la ley electoral en 1958, creando un sistema que se mantendría sin cambios hasta su derogación en 1993.
La pura representación proporcional por listas se había convertido tradicionalmente en el sistema electoral de la Cámara de Diputados. Las provincias italianas se unieron en 32 distritos electorales, cada uno eligiendo un grupo de candidatos. A nivel de circunscripción, los escaños se dividieron entre listas abiertas utilizando el método del resto mayor con la cuota Imperiali. Los votos y escaños restantes se transfirieron a nivel nacional, donde se dividieron utilizando la cuota Hare, y se distribuyeron automáticamente a los mejores perdedores en las listas locales.
Para el Senado, se establecieron 237 circunscripciones de un solo escaño, incluso si la asamblea se había elevado a 315 miembros. Los candidatos necesitaban una victoria abrumadora de dos tercios de los votos para ser elegidos, un objetivo que solo podían alcanzar las minorías alemanas en Tirol del Sur. Todos los votos y escaños permanecieron agrupados en listas de partidos y distritos electorales regionales, donde se utilizó un método D'Hondt: dentro de las listas, se eligieron los candidatos con los mejores porcentajes.

## Contexto histórico
Después del retiro de De Gasperi en 1953, Fanfani surgió como el sucesor anticipado, un papel confirmado por su nombramiento como secretario del partido de 1954-1959. Reorganizó y rejuveneció la organización del partido nacional de los Demócratas Cristianos después de la dependencia de la iglesia y el gobierno que había tipificado el período De Gasperi.
Sin embargo, su estilo activista ya veces autoritario, así como su reputación como reformador económico, aseguraron que los moderados dentro del DC, que se oponían a la intrusión del estado en la vida económica del país, lo miraran con desconfianza. Su infatigable energía y su pasión por la eficiencia lo llevaron lejos en política, pero rara vez fue capaz de explotar plenamente las oportunidades que él creó. "Fanfani tiene colegas, asociados, conocidos y subordinados", comentó un político una vez. "Pero nunca escuché mucho sobre sus amigos".

## Partidos y líderes
| Partido | Partido                                        | Ideología               | Líder             |
| ------- | ---------------------------------------------- | ----------------------- | ----------------- |
|         | Democracia Cristiana (DC)                      | Democracia cristiana    | Amintore Fanfani  |
|         | Partido Comunista Italiano (PCI)               | Comunismo               | Palmiro Togliatti |
|         | Partido Socialista Italiano (PSI)              | Socialismo democrático  | Pietro Nenni      |
|         | Movimiento Social Italiano (MSI)               | Neofascismo             | Arturo Michelini  |
|         | Partido Socialista Democrático Italiano (PSDI) | Socialdemocracia        | Giuseppe Saragat  |
|         | Partido Liberal Italiano (PLI)                 | Liberalismo conservador | Giovanni Malagodi |
|         | Partido Monárquico Popular (PMP)               | Conservadurismo         | Achille Lauro     |
|         | Partido Nacional Monárquico (PNM)              | Conservadurismo         | Alfredo Covelli   |
|         | Partido Republicano Italiano (PRI)             | Socioliberalismo        | Oronzo Reale      |

## Resultados
La elección dio resultados similares de cinco años antes y, en consecuencia, los mismos problemas de inestabilidad política de la fórmula centrista. La Democracia Cristiana estaba polarizada por una fracción a la que le gustaba más la política de izquierda, y otra que pedía una ruta derechista. El secretario del partido, Amintore Fanfani, estaba en el primer campo y pidió un diálogo con el Partido Socialista Italiano, que había congelado sus relaciones con el Partido Comunista Italiano después de la revolución húngara. Fanfani dirigió un gobierno de un año de duración, pero la reacción de la fracción conservadora le dio el poder a Antonio Segni, seguido de Fernando Tambroni, quien recibió un decisivo voto de confianza del neofascista Movimiento Social Italiano. El MSI había sido prohibido por cualquier tipo de poder político desde su nacimiento bajo la teoría del Arco Constitucional, que establecía que cualquier gobierno o partido de oposición que hubiera votado la Constitución italiana, debía rechazar cualquier relación con las fuerzas fascistas y monárquicas, vistos como grupos anticonstitucionales. Las huelgas y revueltas que causaron algunas bajas estallaron en todo el país, y Tambroni tuvo que dimitir. Fanfani regresó al cargo de primer ministro, esta vez con un programa abiertamente de centroizquierda apoyado por la abstención socialista. El gobierno creó la escuela secundaria para los hijos de los trabajadores y el ENEL después de la nacionalización de la energía eléctrica.

### Cámara de Diputados
|                                    |                                                        |            |       |         |       |
| Partido                            | Partido                                                | Votos      | %     | Escaños | +/−   |
|                                    | Democracia Cristiana (DC)                              | 12.520.207 | 42,35 | 273     | +10   |
|                                    | Partido Comunista Italiano (PCI)                       | 6.704.454  | 22,68 | 140     | −3    |
|                                    | Partido Socialista Italiano (PSI)                      | 4.206.726  | 14,23 | 84      | +9    |
|                                    | Movimiento Social Italiano (MSI)                       | 1.407.718  | 4,76  | 24      | −5    |
|                                    | Partido Socialista Democrático Italiano (PSDI)         | 1.345.447  | 4,55  | 22      | +3    |
|                                    | Partido Liberal Italiano (PLI)                         | 1.047.081  | 3,54  | 17      | +4    |
|                                    | Partido Monárquico Popular (PMP)                       | 776.919    | 2,63  | 14      | Nuevo |
|                                    | Partido Nacional Monárquico (PNM)                      | 659.997    | 2,23  | 11      | −29   |
|                                    | Partido Republicano Italiano–Partido Radical (PRI–PR)  | 405.782    | 1,37  | 6       | +1    |
|                                    | Movimiento Comunitario (MC)                            | 173.227    | 0,59  | 1       | Nuevo |
|                                    | Partido Popular Sudtirolés (SVP)                       | 135.491    | 0,46  | 3       | ±0    |
|                                    | Movimiento por la Autonomía Regional Piamontesa (MARP) | 70.589     | 0,24  | 0       | Nuevo |
|                                    | Unión Valdostana (UV)                                  | 30.596     | 0,10  | 1       | Nuevo |
|                                    | Otros                                                  | 76.035     | 0,26  | 0       | ±0    |
| Votos válidos                      | Votos válidos                                          | 29.560.269 | 97,13 | –       | –     |
| Votos inválidos/en blanco          | Votos inválidos/en blanco                              | 874.412    | 2,87  | –       | –     |
| Total                              | Total                                                  | 30.434.681 | 100   | 596     | +6    |
| Votantes registrados/participación | Votantes registrados/participación                     | 32.434.852 | 93,83 | –       | –     |
| Fuente: Ministerio del Interior    |                                                        |            |       |         |       |

| \| Voto popular \| Voto popular \| Voto popular \| Voto popular \| Voto popular \| \| ------------ \| ------------ \| ------------ \| ------------ \| ------------ \| \| Partidos \| Partidos \| \| % \| % \| \| DC \| DC \| \| 42.35 % \| 42.35 % \| \| PCI \| PCI \| \| 22.68 % \| 22.68 % \| \| PSI \| PSI \| \| 14.23 % \| 14.23 % \| \| MSI \| MSI \| \| 4.76 % \| 4.76 % \| \| PSDI \| PSDI \| \| 4.55 % \| 4.55 % \| \| PLI \| PLI \| \| 3.54 % \| 3.54 % \| \| PMP \| PMP \| \| 2.63 % \| 2.63 % \| \| PNM \| PNM \| \| 2.23 % \| 2.23 % \| \| PRI–PR \| PRI–PR \| \| 1.37 % \| 1.37 % \| \| Otros \| Otros \| \| 1.64 % \| 1.64 % \| |          |  |         |         |
| Voto popular |          |  |         |         |
| Partidos | Partidos |  | %       | %       |
| DC | DC       |  | 42.35 % | 42.35 % |
| PCI | PCI      |  | 22.68 % | 22.68 % |
| PSI | PSI      |  | 14.23 % | 14.23 % |
| MSI | MSI      |  | 4.76 %  | 4.76 %  |
| PSDI | PSDI     |  | 4.55 %  | 4.55 %  |
| PLI | PLI      |  | 3.54 %  | 3.54 %  |
| PMP | PMP      |  | 2.63 %  | 2.63 %  |
| PNM | PNM      |  | 2.23 %  | 2.23 %  |
| PRI–PR | PRI–PR   |  | 1.37 %  | 1.37 %  |
| Otros | Otros    |  | 1.64 %  | 1.64 %  |

| \| Escaños \| Escaños \| Escaños \| Escaños \| Escaños \| \| -------- \| -------- \| ------- \| ------- \| ------- \| \| Partidos \| Partidos \| \| % \| % \| \| DC \| DC \| \| 45.81 % \| 45.81 % \| \| PCI \| PCI \| \| 23.49 % \| 23.49 % \| \| PSI \| PSI \| \| 14.09 % \| 14.09 % \| \| MSI \| MSI \| \| 4.03 % \| 4.03 % \| \| PSDI \| PSDI \| \| 3.69 % \| 3.69 % \| \| PLI \| PLI \| \| 2.85 % \| 2.85 % \| \| PMP \| PMP \| \| 2.35 % \| 2.35 % \| \| PNM \| PNM \| \| 1.85 % \| 1.85 % \| \| PRI–PR \| PRI–PR \| \| 1.01 % \| 1.01 % \| \| Otros \| Otros \| \| 0.84 % \| 0.84 % \| |          |  |         |         |
| Escaños |          |  |         |         |
| Partidos | Partidos |  | %       | %       |
| DC | DC       |  | 45.81 % | 45.81 % |
| PCI | PCI      |  | 23.49 % | 23.49 % |
| PSI | PSI      |  | 14.09 % | 14.09 % |
| MSI | MSI      |  | 4.03 %  | 4.03 %  |
| PSDI | PSDI     |  | 3.69 %  | 3.69 %  |
| PLI | PLI      |  | 2.85 %  | 2.85 %  |
| PMP | PMP      |  | 2.35 %  | 2.35 %  |
| PNM | PNM      |  | 1.85 %  | 1.85 %  |
| PRI–PR | PRI–PR   |  | 1.01 %  | 1.01 %  |
| Otros | Otros    |  | 0.84 %  | 0.84 %  |

### Senado de la República
|                                    |                                                        |            |       |         |       |
| Partido                            | Partido                                                | Votos      | %     | Escaños | +/−   |
|                                    | Democracia Cristiana (DC)                              | 10.780.954 | 41,23 | 123     | +10   |
|                                    | Partido Comunista Italiano (PCI)                       | 5.700.952  | 21,80 | 59      | +8    |
|                                    | Partido Socialista Italiano (PSI)                      | 3.682.945  | 14,08 | 35      | +9    |
|                                    | Partido Socialista Democrático Italiano (PSDI)         | 1.164.280  | 4,45  | 5       | +1    |
|                                    | Movimiento Social Italiano (MSI)                       | 1.150.051  | 4,40  | 8       | −1    |
|                                    | Partido Liberal Italiano (PLI)                         | 1.012.610  | 3,87  | 4       | +1    |
|                                    | Partido Monárquico Popular (PMP)                       | 774.242    | 2,96  | 5       | Nuevo |
|                                    | Partido Nacional Monárquico (PNM)                      | 565.045    | 2,16  | 2       | −14   |
|                                    | Partido Republicano Italiano–Partido Radical (PRI–PR)  | 363.462    | 1,39  | 0       | ±0    |
|                                    | MSI–PNM                                                | 291.359    | 1,11  | 0       | ±0    |
|                                    | PCI–PSI                                                | 185.557    | 0,71  | 2       | ±0    |
|                                    | Movimiento Comunitario (MC)                            | 142.897    | 0,55  | 0       | Nuevo |
|                                    | Partido Popular Sudtirolés (SVP)                       | 120.068    | 0,46  | 2       | ±0    |
|                                    | Movimiento por la Autonomía Regional Piamontesa (MARP) | 61.088     | 0,23  | 0       | Nuevo |
|                                    | PSI–PSDI                                               | 43.191     | 0,17  | 0       | ±0    |
|                                    | Independientes de izquierda                            | 28.141     | 0,11  | 1       | +1    |
|                                    | Partido Sardo de Acción (PSd'Az)                       | 25.923     | 0,10  | 0       | ±0    |
|                                    | Otros                                                  | 57.237     | 0,22  | 0       | ±0    |
| Votos válidos                      | Votos válidos                                          | 26.150.002 | 95,35 | –       | –     |
| Votos inválidos/en blanco          | Votos inválidos/en blanco                              | 1.275.841  | 4,65  | –       | –     |
| Total                              | Total                                                  | 27.425.843 | 100   | 246     | +9    |
| Votantes registrados/participación | Votantes registrados/participación                     | 29.183.501 | 93,98 | –       | –     |
| Fuente: Ministerio del Interior    |                                                        |            |       |         |       |

| \| Voto popular \| Voto popular \| Voto popular \| Voto popular \| Voto popular \| \| ------------ \| ------------ \| ------------ \| ------------ \| ------------ \| \| Partidos \| Partidos \| \| % \| % \| \| DC \| DC \| \| 41.23 % \| 41.23 % \| \| PCI \| PCI \| \| 21.80 % \| 21.80 % \| \| PSI \| PSI \| \| 14.08 % \| 14.08 % \| \| PSDI \| PSDI \| \| 4.45 % \| 4.45 % \| \| MSI \| MSI \| \| 4.40 % \| 4.40 % \| \| PLI \| PLI \| \| 3.87 % \| 3.87 % \| \| PMP \| PMP \| \| 2.96 % \| 2.96 % \| \| PNM \| PNM \| \| 2.16 % \| 2.16 % \| \| PRI–PR \| PRI–PR \| \| 1.39 % \| 1.39 % \| \| Otros \| Otros \| \| 3.66 % \| 3.66 % \| |          |  |         |         |
| Voto popular |          |  |         |         |
| Partidos | Partidos |  | %       | %       |
| DC | DC       |  | 41.23 % | 41.23 % |
| PCI | PCI      |  | 21.80 % | 21.80 % |
| PSI | PSI      |  | 14.08 % | 14.08 % |
| PSDI | PSDI     |  | 4.45 %  | 4.45 %  |
| MSI | MSI      |  | 4.40 %  | 4.40 %  |
| PLI | PLI      |  | 3.87 %  | 3.87 %  |
| PMP | PMP      |  | 2.96 %  | 2.96 %  |
| PNM | PNM      |  | 2.16 %  | 2.16 %  |
| PRI–PR | PRI–PR   |  | 1.39 %  | 1.39 %  |
| Otros | Otros    |  | 3.66 %  | 3.66 %  |

| \| Escaños \| Escaños \| Escaños \| Escaños \| Escaños \| \| -------- \| -------- \| ------- \| ------- \| ------- \| \| Partidos \| Partidos \| \| % \| % \| \| DC \| DC \| \| 50.00 % \| 50.00 % \| \| PCI \| PCI \| \| 23.98 % \| 23.98 % \| \| PSI \| PSI \| \| 14.23 % \| 14.23 % \| \| MSI \| MSI \| \| 3.25 % \| 3.25 % \| \| PSDI \| PSDI \| \| 2.03 % \| 2.03 % \| \| PMP \| PMP \| \| 2.03 % \| 2.03 % \| \| PLI \| PLI \| \| 1.63 % \| 1.63 % \| \| PNM \| PNM \| \| 0.81 % \| 0.81 % \| \| Otros \| Otros \| \| 2.03 % \| 2.03 % \| |          |  |         |         |
| Escaños |          |  |         |         |
| Partidos | Partidos |  | %       | %       |
| DC | DC       |  | 50.00 % | 50.00 % |
| PCI | PCI      |  | 23.98 % | 23.98 % |
| PSI | PSI      |  | 14.23 % | 14.23 % |
| MSI | MSI      |  | 3.25 %  | 3.25 %  |
| PSDI | PSDI     |  | 2.03 %  | 2.03 %  |
| PMP | PMP      |  | 2.03 %  | 2.03 %  |
| PLI | PLI      |  | 1.63 %  | 1.63 %  |
| PNM | PNM      |  | 0.81 %  | 0.81 %  |
| Otros | Otros    |  | 2.03 %  | 2.03 %  |